# الوطن (جريدة كويتية)
الوطن هي من أوائل الصحف الكويتية، يمتلكها الشيخ علي الخليفة العذبي الصباح. صدرت لأول مرة عام 5 من يونيو 1962 كصحيفة أسبوعية، وفي يوم 17 يناير 1974 أصبحت صحيفة يومية.
وفي 19 يناير 2015، أٌغلقت جريدة وقناة الوطن.

## التاريخ والمسيرة
تم نشر الصحف الورقية في عام 1974. في أبريل 2014، تم إغلاق الجريدة وجريدة عالم اليوم مؤقتًا لمدة أسبوعين من قبل الحكومة الكويتية بسبب نشر شريط فيديو يظهر كبار المسؤولين السابقين يخططون لانقلاب في الكويت. في يونيو 2014، تم إغلاق كلتا الصحيفتين لمدة خمسة أيام للسبب نفسه.
في 19 يناير/كانون الثاني 2015، أغلقت الحكومة الكويتية صحيفة الوطن بشكلٍ نهائي لأن الصحيفة انتهكت قانون الترخيص، حيثُ كان لديها رأس مال أقل من كافٍ للاحتفاظ بالترخيص.